# (27821) 1993 TU34
1993 تي يو 34 (ويعرف أيضًا باسم (27821) 1993 تي يو 34 وفق تسمية الكوكب الصغير) (بالإنجليزية: 1993 TU34)‏ هو كويكب ضمن حزام الكويكبات؛ وترتيبه 27821 من حيث الاكتشاف.
اكتُشف هذا الجُرم الفلكي بواسطة إيريك والتر إلست في 9 أكتوبر 1993.

## وصلات خارجية
- (27821) 1993 TU34 في قاعدة بيانات مختبر الدفع النفاث لأجرام النظام الشمسي الصغيرة

- الاكتشاف · مخطط المدار ·  العناصر المدارية · المعلمات المادية

- (27821) 1993 TU34 على موقع ويكي سكاي: DSS2, SDSS, GALEX, IRAS, Hydrogen α, X-Ray, Astrophoto, Sky Map, Articles and images